# Elizabeth Hamilton
La comtessa Elizabeth de Gramont, de soltera Hamilton (Strabane, 1640 - 3 de juny de 1708), fou una aristòcrata escocesa que va servir com a dama d'honor (Dame du Palais) de Maria Teresa d'Àustria, regna consort de Lluís XIV. Va ser una de les retratades en la sèrie de quadres coneguda com les Belles de Windsor, pintats per sir Peter Lely.

## Biografia
Elizabeth Hamilton va néixer a Strabane, comtat de Tyrone, Irlanda. Es va convertir en membre de la cort anglesa l'any 1661, on va adquirir fama i prestigi per la seva gran bellesa, judici i sensibilitat. Sempre se la va veure com a enginyosa i acurada amb les seves paraules en manifestar els seus pensaments. Li agradaven les bromes i entremaliadures. En una ocasió, va gastar una broma a Lady Muskerry i Miss Blague, dues donzelles d'honor britàniques. Va ser cortejada pel duc de York, el duc de Richmond i l'hereu de Norfolk, entre d'altres, però els va rebutjar.
Es va casar a Londres amb Philibert de Gramont, un exiliat francès a la cort anglesa. "La belle Hamilton", com se la sobrenomenava, fou a consideració del seu germà, Antoine Hamilton, capaç de solucionar els problemes del comte. Gramont (un mig germà més jove d'Antoine III, duc de Gramont) l'havia festejada durant algun temps i es va entendre que es casarien. No obstant això, quan Gramont va poder tornar a França, la va abandonar, fent l'efecte que no anava a fer-ho. Davant això els seus germans el van detenir i el van pressionar per tornar i casar-se amb ella.
Va seguir al seu espòs a França l'any 1669, on es va fer dama de companyia (Dame du Palais) de la reina francesa. Allí va mantenir la seva fama de dona enginyosa, destacà en la cort de Lluís XIV, si bé el seu marit va seguir amb les seves aventures amoroses fins a la fi de la seva vida. D'ell deia Ninon de l'Enclos que era l'únic home madur que podia donar-se-les de jove amb les seves bogeries sense fer el ridícul.
Elizabeth Hamilton va ser assenyalada com una clienta de la Voisin, i per això va ser incriminada l'any 1679 en el cèlebre cas dels verins.
L'any 1696 el seu espòs, després de recuperar-se d'una greu malaltia, va tornar a la vida religiosa i ella el va seguir. Va morir l'any 1708, un any després d'haver enviudat.

## Família
El seu pare va ser sir George Hamilton, i la seva mare, Lady Mary Butler, germana de James Butler, duc d'Ormonde. Es va casar amb Philibert de Gramont, un noble francès, el 1664, van tenir dos fills:
- Claude Charlotte de Gramont, que es va casar amb Henry Stafford-Howard, comte de Stafford.
- Marie Elizabeth de Gramont (nascuda el 27 de desembre de 1667).[3]